# Janne Hyppönen
Janne Hyppönen (14 settembre 1970) è un allenatore di calcio finlandese,.

## Carriera
Ha allenato lo Jaro nel 2000, il MyPa nel 2007 in Veikkausliiga e il KooTeePee, squadra militante in Ykkönen.